# The Inimitable Jeeves
The Inimitable Jeeves is een humoristische roman geschreven door P.G. Wodehouse. Het boek, oorspronkelijk gepubliceerd in 1923, is het eerste van de Jeeves-serie. De plot draait om de onafscheidelijke relatie tussen de hoofdpersonages, de welgestelde maar onhandige Bertie Wooster en zijn slimme, bekwame butler Jeeves. De roman is samengesteld uit een reeks eerder gepubliceerde korte verhalen, waarin Jeeves telkens op inventieve wijze problemen oplost die voortkomen uit Bertie's ingewikkelde sociale leven. Hoewel er eerder verhalen verschenen over Jeeves en Wooster in de verhalenbundels The Man with Two Feet uit 1917 en My Man Jeeves uit 1919, is dit het eerste boek volledig gewijd aan Jeeves en Wooster.

## Verhalen
- Jeeves in the Springtime
- Aunt Agathat Takes the Count
- Scoring off Jeeves
- Jeeves and the Chump Cyril
- Comrade Bingo
- The Great Sermon Handicap
- The Purity of the Turf
- The Metropolitan Touch
- The Delayed Exit of Claude and Eustace
- Bingo and the Little Woman

## Externe Links
- The Inimitable Jeeves